# Gabriel Peres (Fußballspieler)
Gabriel Schmegel Wotter Peres (* 5. März 1997 in Pelotas), auch bekannt als Gabriel Peres, ist ein brasilianischer Fußballspieler.

## Karriere
Gabriel Peres erlernte das Fußballspielen beim EC Pelotas im brasilianischen Pelotas. Von 2017 bis 2021 stand er beim Concórdia AC in Concórdia unter Vertrag. 2018 wurde er vom Camboriú FC ausgeliehen. 2019 und 2021 spielte er auf Leihbasis beim SC São Paulo. Im Januar 2022 wechselte er zum CRA Catalano nach Catalão. Für den Verein bestritt er sieben Spiele in der Staatsmeisterschaft von Goiás. Anfang April 2022 wechselte er bis Jahresende zum Grêmio Esportivo Brasil. Mit dem Verein aus Pelotas spielte er sechsmal in der dritten Liga, der Série C. Im Januar 2023 zog es ihn nach Asien. In Malaysia unterschrieb er einen Vertrag beim Erstligisten Sabah FC.